# Coppenaxfort
Coppenaxfort (en néerlandais Koppenaksfoort, en flamand Coppenaxfort) est un village situé dans le département français du Nord (Hauts-de-France), à quelques kilomètres au sud-ouest de Dunkerque. L'habitat est réparti entre les territoires de trois communes : Bourbourg à l'ouest, Brouckerque à l'est et  Craywick au nord. Le village est traversé par le canal de Bourbourg.

## Géographie

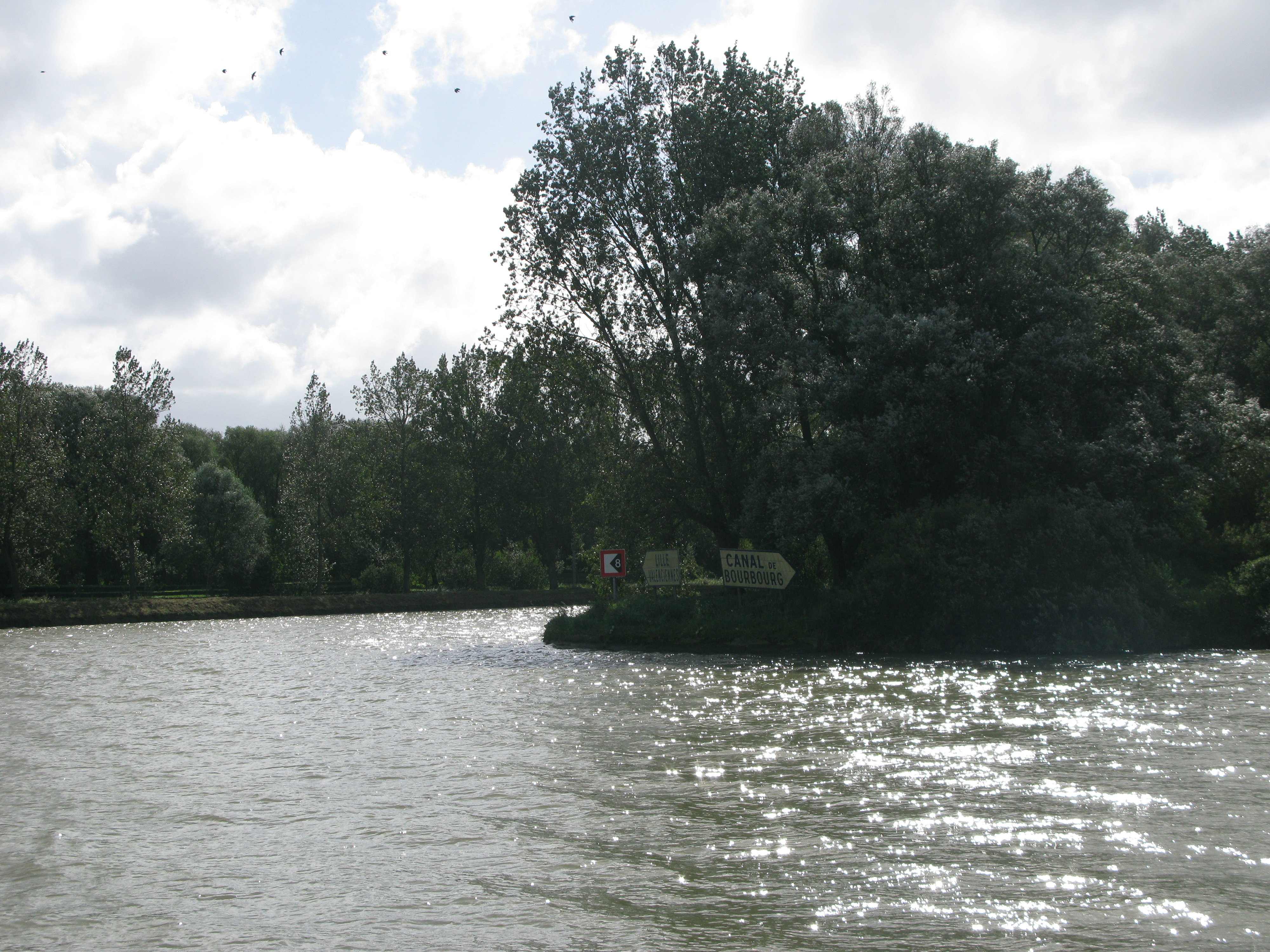
Carrefour entre le canal et la Dérivation de la Colme, à Coppenaxfort.

Trois cours d'eau arrosent ce village : le canal de Bourbourg qui vient de l'Aa à l'ouest et se dirige vers Dunkerque au nord-est, le Vliet et la dérivation de la Colme qui viennent tous deux du sud-ouest. La dérivation de la Colme délimite la zone d'habitat à l'est. 
La partie de Coppenaxfort relevant de Brouckerque se trouve à l'est du canal de Bourbourg et du Vliet. La partie relevant de Craywick est au nord et à l'ouest du canal de Bourbourg, qui passe ici d'une direction est à une direction nord-est. La partie relevant de Bourbourg est la plus petite, coincée entre le Vliet et le canal de Bourbourg.

## Toponymie
Le nom néerlandais Koppenaksfoort signifie « fort de Coppenax ». En effet, ce lieu s'appelait antérieurement Coppenhaecq,, Coppenache puis Coppenax,,.
En flamand, l'orthographe traditionnelle du nom du village est identique à celle du français (les lettres c et x existant en flamand), comme l'attestent des ouvrages flamands - connus pour utiliser des vieilles orthographes flamandes (non-standardisées) - qui mentionnent Coppenaxfort,.

## Histoire

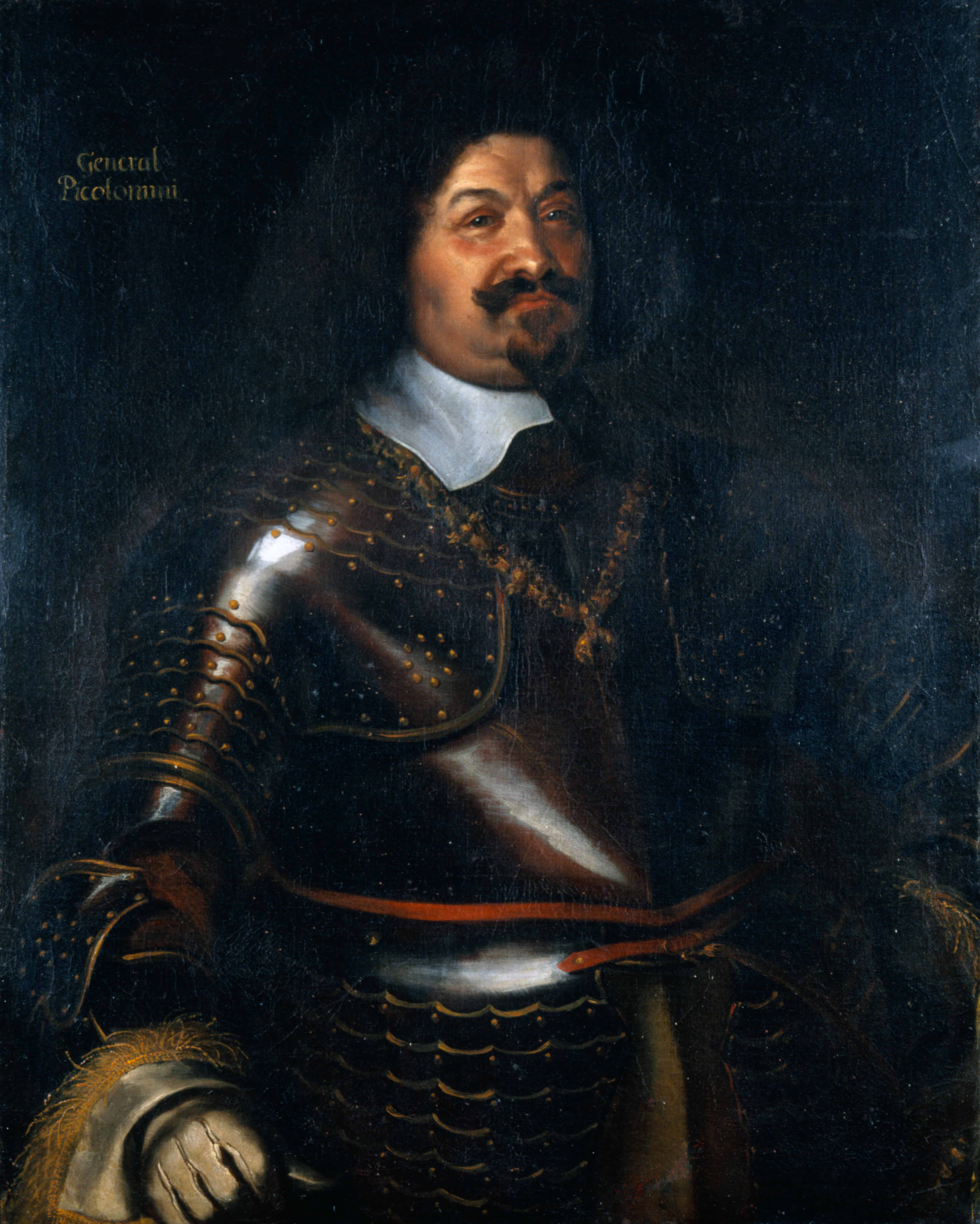
Ottavio Piccolomini (1599-1656)

Vers 1644, en pleine Guerre de Trente Ans, l'armée espagnole fait construire de petits forts dont celui de Coppenache (Coppenaxfort). Ce fort a été conçu par le général Ottavio Piccolomini. Ce fort est détruit pendant la première moitié du XVIIIe siècle,,. Le fort sert à protéger un fossé défensif rectiligne, construit en même temps, qui va de Bourbourg à Coppenaxfort puis rejoint Grande-Synthe et Petite-Synthe.
Par arrêté du Conseil du Roi Louis XIV du 26 juillet 1670, la construction du canal de Bourbourg fut décidée. Vauban en fut l'ingénieur. Le creusement est effectué par 30 000 hommes.
En 1766 fut fondée la manufacture de toiles à voiles Cova.
En 1769 est créée la brasserie Dufour (reprise par la famille Dambre, elle cessera en 1952).
En 1857 est créée la distillerie Duriez.
Vers 1900, l'école du Sacré-Cœur de Coppenaxfort est construite par la famille Duriez (elle fermera en 1978).
En 1903, la voie de chemin de fer Bourbourg-Dunkerque passe par Craywick et Coppenaxfort qui disposent d'une gare ou à tout le moins d'un arrêt.
En 1910, construction de la minoterie Chevalier (elle fermera en 1980).
Pendant la première guerre mondiale, Coppenaxfort est citée comme faisant partie, en début janvier 1918,  du commandement d'étapes (élément de l'armée organisant le stationnement de troupes, comprenant souvent des chevaux, pendant un temps plus ou moins long, sur les communes dépendant du groupement , en arrière du front) de Saint-Folquin. Coppenaxfort accueille un poste de gendarmerie de trois hommes.
Une ligne de chemin de fer de Bourbourg à Drincham via Coppenaxfort, Brouckerque et Looberghe a fonctionné pendant environ 30 ans : créée en 1924, déclassée par un décret du 6 septembre 1938 paru au Journal Officiel du 18 septembre sur demande du département du Nord. La ligne semble avoir fonctionné jusque dans les années 1950.

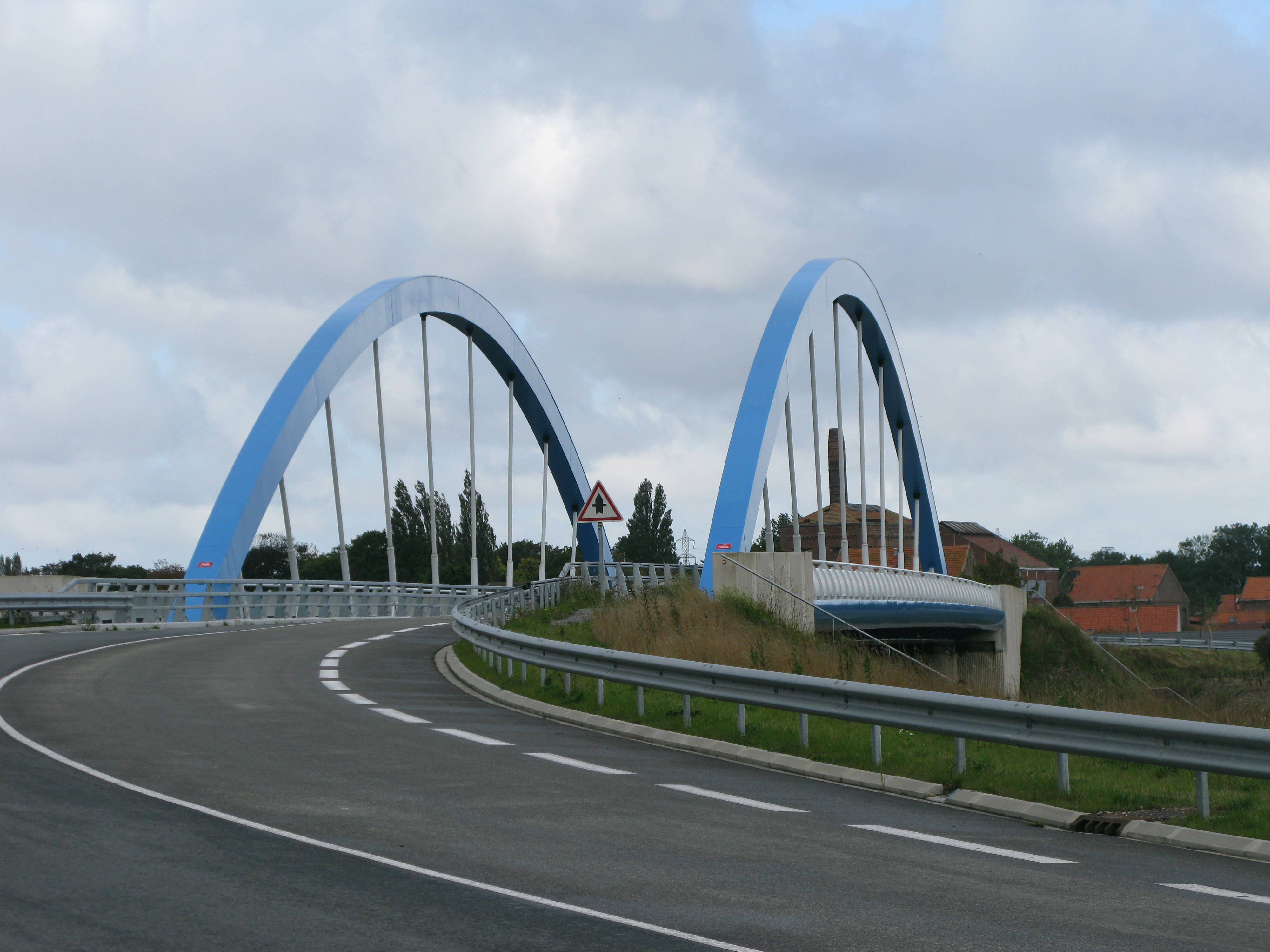
Nouveau pont de Coppenaxfort.

Les travaux du canal de dérivation de la Colme furent décidés par décret du 9 janvier 1929 par M. Dumas, ingénieur des ponts et chaussées à Lille. Le creusement a lieu en 1932.
En 1935 est construit le pont de Coppenaxfort, grand pont sur la dérivation de la Colme. Il sera remplacé en 2009.
En 1947, les ponts de Coppenaxfort détruits en 1944 sont reconstruits,,.
En 1967, la Dérivation de la Colme est portée au grand gabarit européen (largeur de 52m).
En 2007, un nouveau pont est construit sur la dérivation de la Colme à côté du pont de Coppenaxfort (l'ancien sera ensuite démoli), plus haut (7 m au lieu de 5,65 m) pour des raisons de vétuseté et répondre aux normes européennes. Le pont a été inauguré par le 20 juillet 2009 par le Secrétaire d'Etat Dominique Bussereau. L'opération a été conduite sous maîtrise d’ouvrage VNF et son montant de 9,5 millions d’euros financé à 50 % par l’État et à 50 % la région Nord-Pas-de-Calais.

## Industrie
Coppenaxfort a connu une forte activité industrielle du XVIIIe au XXe siècle. 

### Toiles à voiles
En 1766 fut fondée une manufacture de toiles à voiles par M. Cova de Dunkerque. Elle fournissait des toiles à voiles pour les voiliers de Dunkerque, de la Flandre et de l'Artois,.

### Moulins à vent
Ainsi, de 1906 à 1949 était installé le « moulin du Vliet » le long du Vliet, moulin à vent d'Armand Schepper. Il y avait aussi le « moulin de Coppenaxfort » dit « moulin Bonvoisin », construit vers 1634 et démoli vers 1930 ; les propriétaires furent notamment Herminigilde Ghysel et Bonvoisin.

### Distillerie Duriez

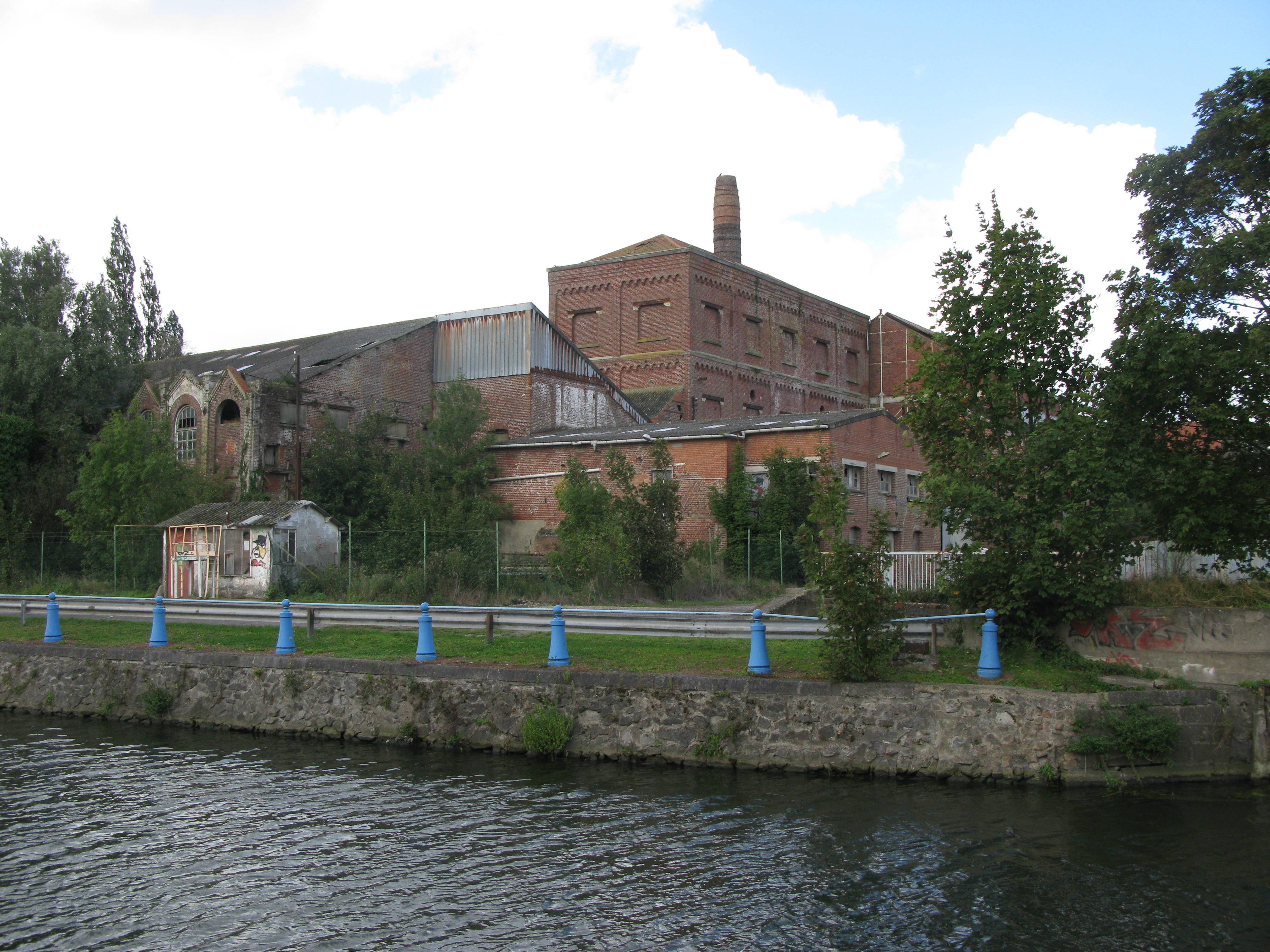
Distillerie Duriez vue de l'autre côté du canal.

La distillerie Duriez était la principale entreprise de Coppenaxfort, située sur la commune de Craywick. 
Elle fut créée en 1857 par la famille Droulers comme sucrerie pour favoriser la culture de la betterave,. Elle passera progressivement à la famille Duriez : dès le départ en 1857, Pierre-François Duriez-Lhermitte de Seclin possède 1/3 de la société ; en 1866, création d'une société en nom collectif Duriez et Droulers ; puis en 1891, Charles Droulers se retire de la société gérant la distillerie et c'est la famille Duriez qui en prend le contrôle.
En 1884, la fabrication de sucre est abandonnée et seule subsiste la distillerie de mélasses et de betteraves.
Cette distillerie produisait de l'alcool rectifié à 96° et de l'alcool absolu à 99,6° et 99,9°, et faisant planer une odeur d'alcool sur le hameau. Dans le même temps, était récolté un autre alcool à 92 degrés, appelé vulgairement 'le mauvais goût' que tout le monde connaissait comme étant l'alcool à brûler, reconnaissable à son odeur forte !!!
C'était une entreprise prospère qui employait une cinquantaine d'ouvriers.
En 1893, une partie de l'usine est détruite par un incendie,.
Pendant la Première Guerre mondiale, une partie de l'usine sert à la réparation et l'essai de moteurs d'avions militaires,.
A noter : Avant que la distillerie démarre en automne, l'activité industrielle commençait en juin avec sa partie 'conserverie' où il était mis en boite, les petits pois et ensuite les haricots verts . Le reste de l'année, l'usine était entretenue par quelques ouvriers locaux et aussi, pour le suivi de l'alcool . En saisons, il était fait appel à des ouvriers temporaires en grande partie, bretons lesquels étaient logés en groupe, dans une batisse située à l'arrière de l'usine.
En 1986, la distillerie s'arrête et la dissolution de la société Pierre-Michel-Gabriel Duriez a lieu en 1991. Ses bâtiments sont aujourd'hui à l'abandon,.

### Minoterie Chevalier

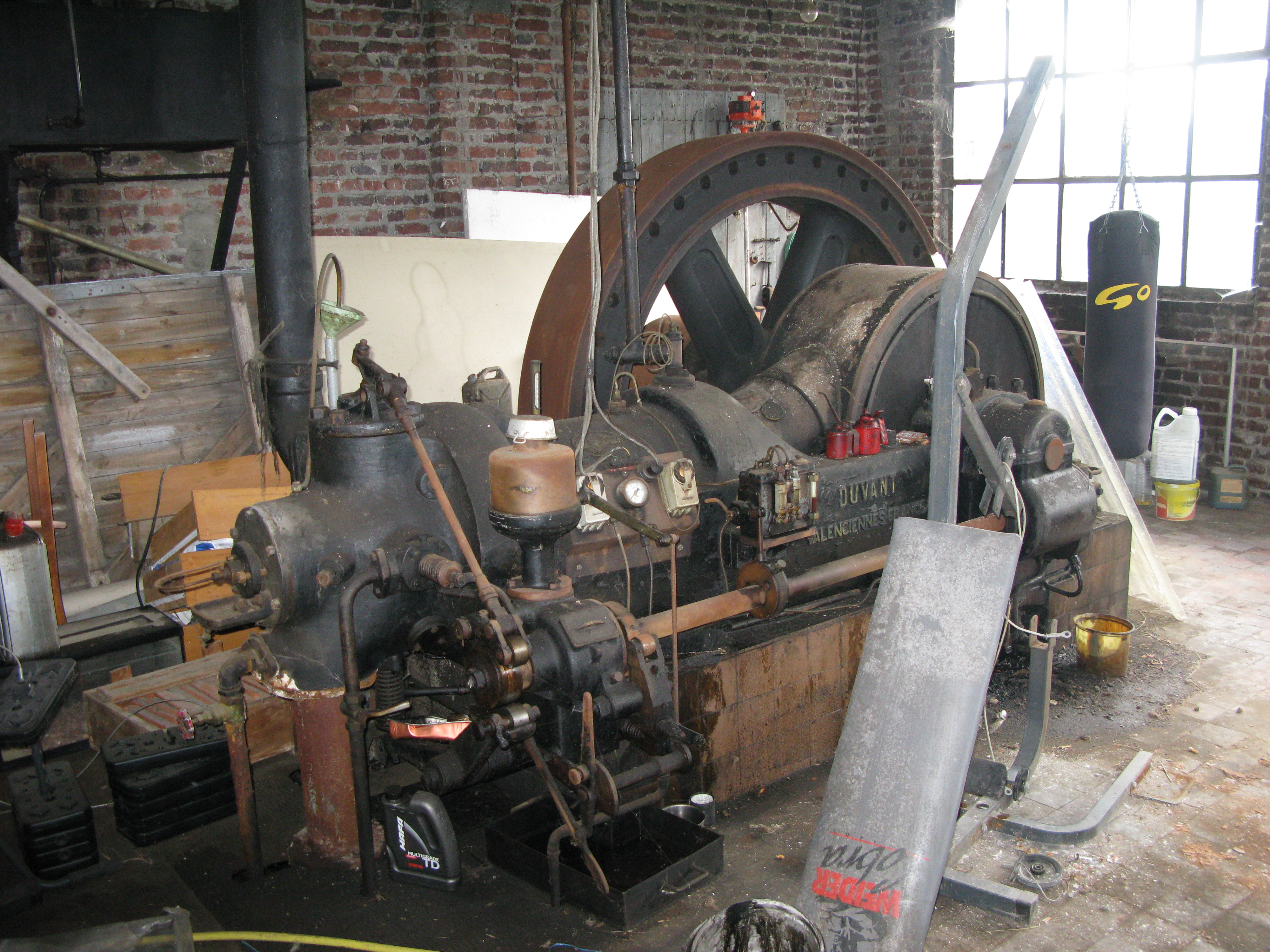
Moteur Duvant (1933) de la minoterie.

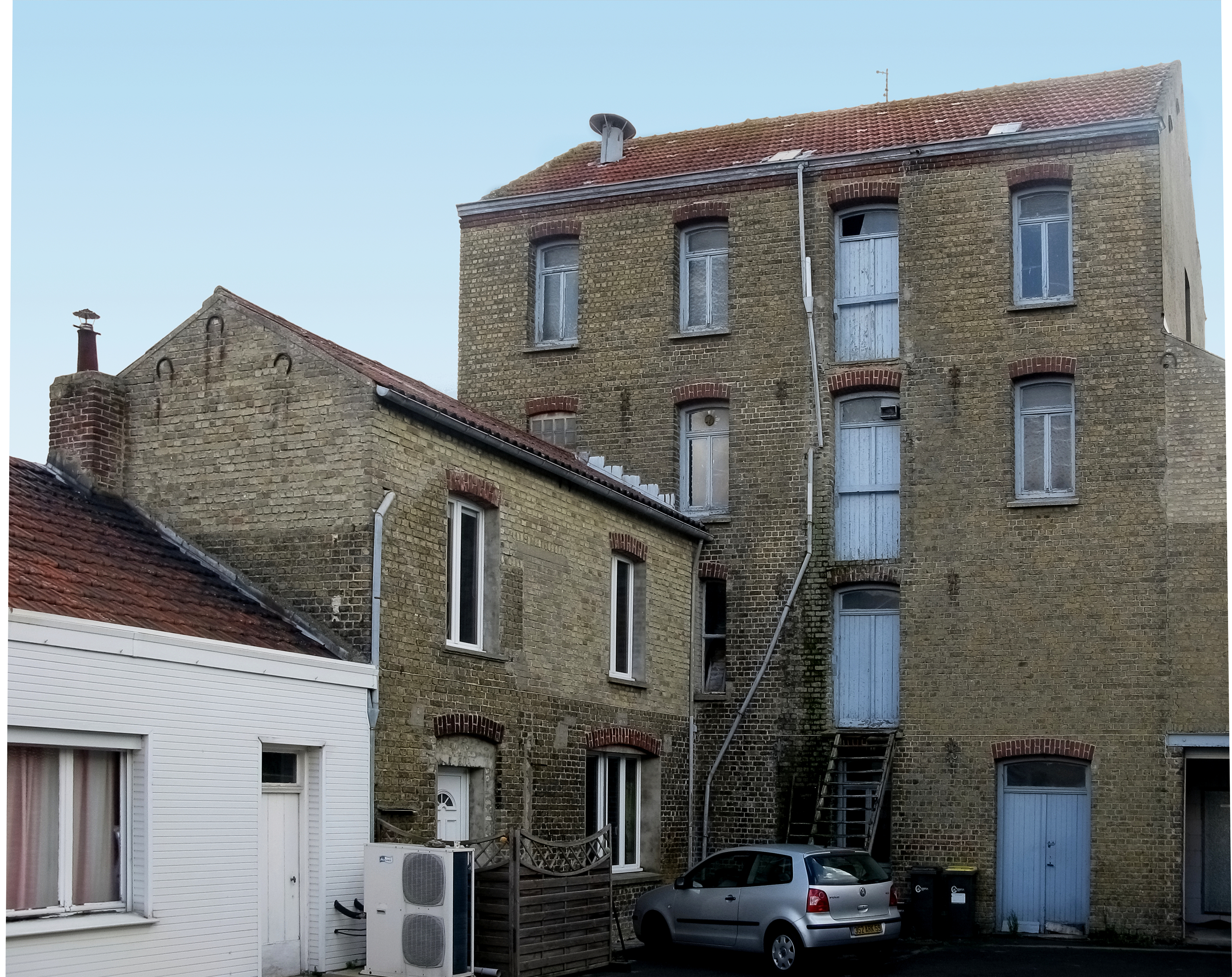
Façade de la Minoterie (avant rénovation).

La minoterie a été construite en 1910 par Gaston Chevalier (1886-1946), et fut reprise ensuite par ses deux fils Jean (1911-1988) et André (1916-2004). 
Opérationnelle vers 1912, la minoterie, qu'on appelait « le moulin » dans le village, était en fonctionnement du lundi au vendredi, de 7h à 19h. Son gros moteur diesel ronronnait toute la journée. En plus de la famille Chevalier, le moulin employait deux à trois salariés à plein temps.
Les minotiers allaient chercher du blé en provenance des États-Unis au port de Dunkerque. Ce blé américain était mélangé avec du blé local. Ensuite, les sacs de farine qui pouvaient peser 100 kg étaient livrés chez les boulangers, notamment à Bourbourg, Dunkerque, Malo-les-Bains, Gravelines. Elle était livrée aussi dans les épiceries où on pouvait acheter des sachets d'un kilogramme. Au début du siècle, la livraison était assurée par des mulets qui tiraient des charrettes ; plus tard par un camion Berliet.
Le moulin fournissait en électricité aussi la maison de Jean Chevalier qui ne se reconnectait sur le réseau EDF que le soir à l'arrêt des machines.
Elle cessa de fonctionner en 1980, ses propriétaires étant en âge de prendre leur retraite et la concurrence de plus grosses minoteries devenant trop rude, les Grands Moulins de Paris ou les moulins de La Bassée commençant à approvisionner le Dunkerquois.
Certains bâtiments de la minoterie ont été transformés en habitations dans les années 2000, mais la machinerie de la minoterie est toujours intacte à ce jour. Les parties "stockage" ont été entièrement réaménagées en chambre d'hôte et espace détente (spa et sauna) pour une nuitée ou quelque heures en journée .

### Brasserie Dufour / Dambre
Coppenaxfort possédait une brasserie côté Brouckerque. Construite en 1769 par la famille Dufour, elle est reprise par Jean-Henri Dambre en 1862.
On y produisait une fois par semaine de la bière pour les cafés et la population locale, dans des tonneaux de 25, 50 ou 75 litres ; après la Seconde Guerre Mondiale par litre. La production était de 30 000 litres de bières par an.
La famille Dambre achetait des balles de 200 kg de houblon venant de Flandre, d'Alsace ou de Tchécoslovaquie.
En 1952 la brasserie est arrêtée mais Jacques Dambre gérera un dépôt de bière jusque 1973.

### Autres
Coppenaxfort avait aussi au XXe siècle une grande sécherie (douze feux) de racines de chicorée (sécherie Vilain).

## Coppenaxfort en 1920
Vers 1920, il existait une vie artisanale et commerçante importante à Coppenaxfort : le village comptait 13 cafés ou estaminets, 2 forgerons, 2 charrons, 2 marchands de charbon, 2 cordonniers, 3 magasins d'alimentations générale, un menuisier, un bourrelier, un tailleur, un tabac, un cinéma, un boulanger, un laitier, un vendeur de cycles, un maçon et un étameur.

## Sites remarquables
Outre les bâtiments de la minoterie et de la distillerie, on trouve à Coppenaxfort trois bâtisses remarquables, grands hôtels particuliers des patrons de la distillerie appelés châteaux : le château blanc (construit vers 1900), habitation de Michel Duriez et d'André Duriez (fils) : et plus récents, le château jaune d'André Duriez (père) qui abrite aujourd'hui un Institut médico-éducatif et le château rouge de Pierre Duriez.

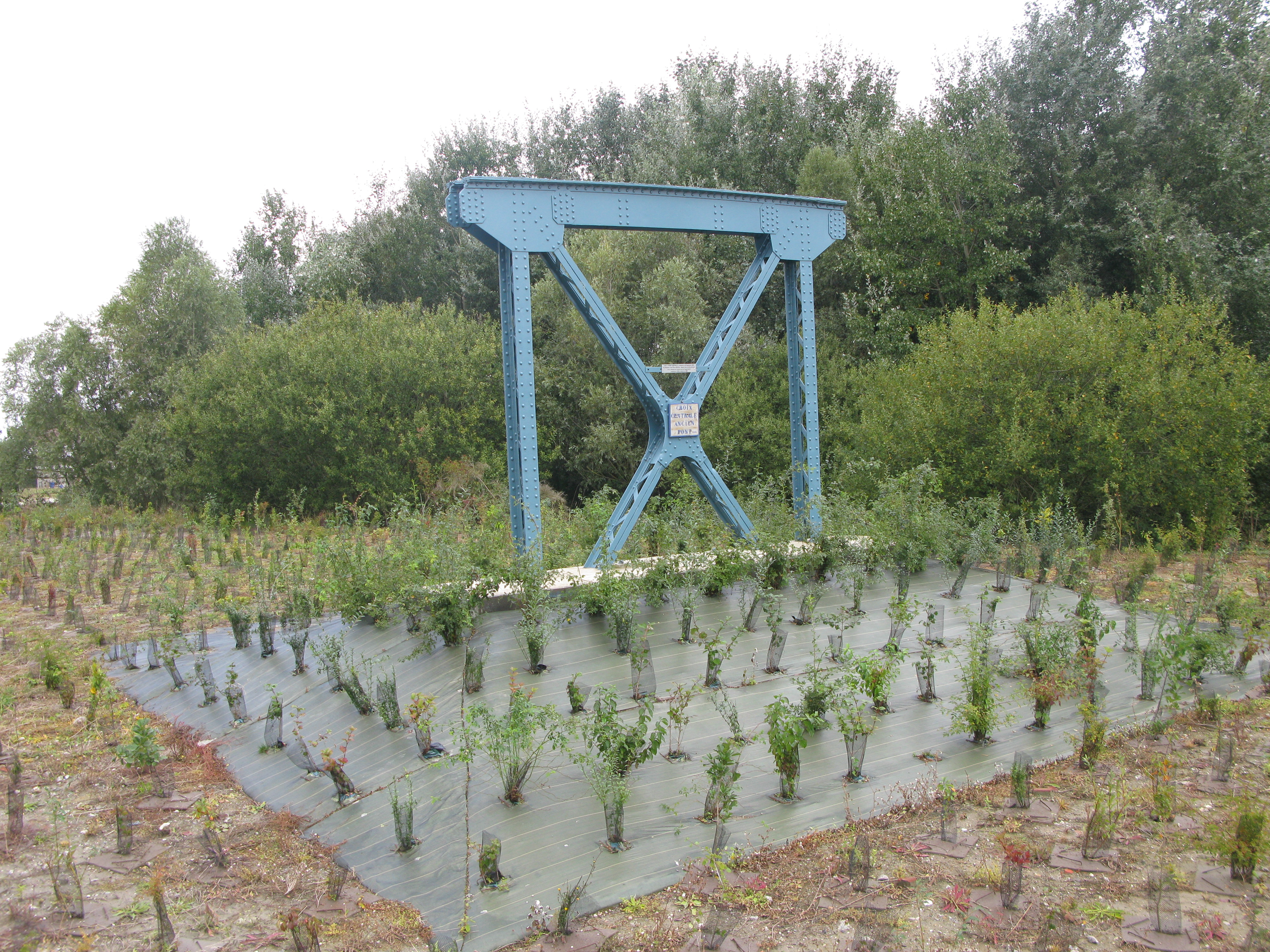
Croix centrale de l'ancien pont.
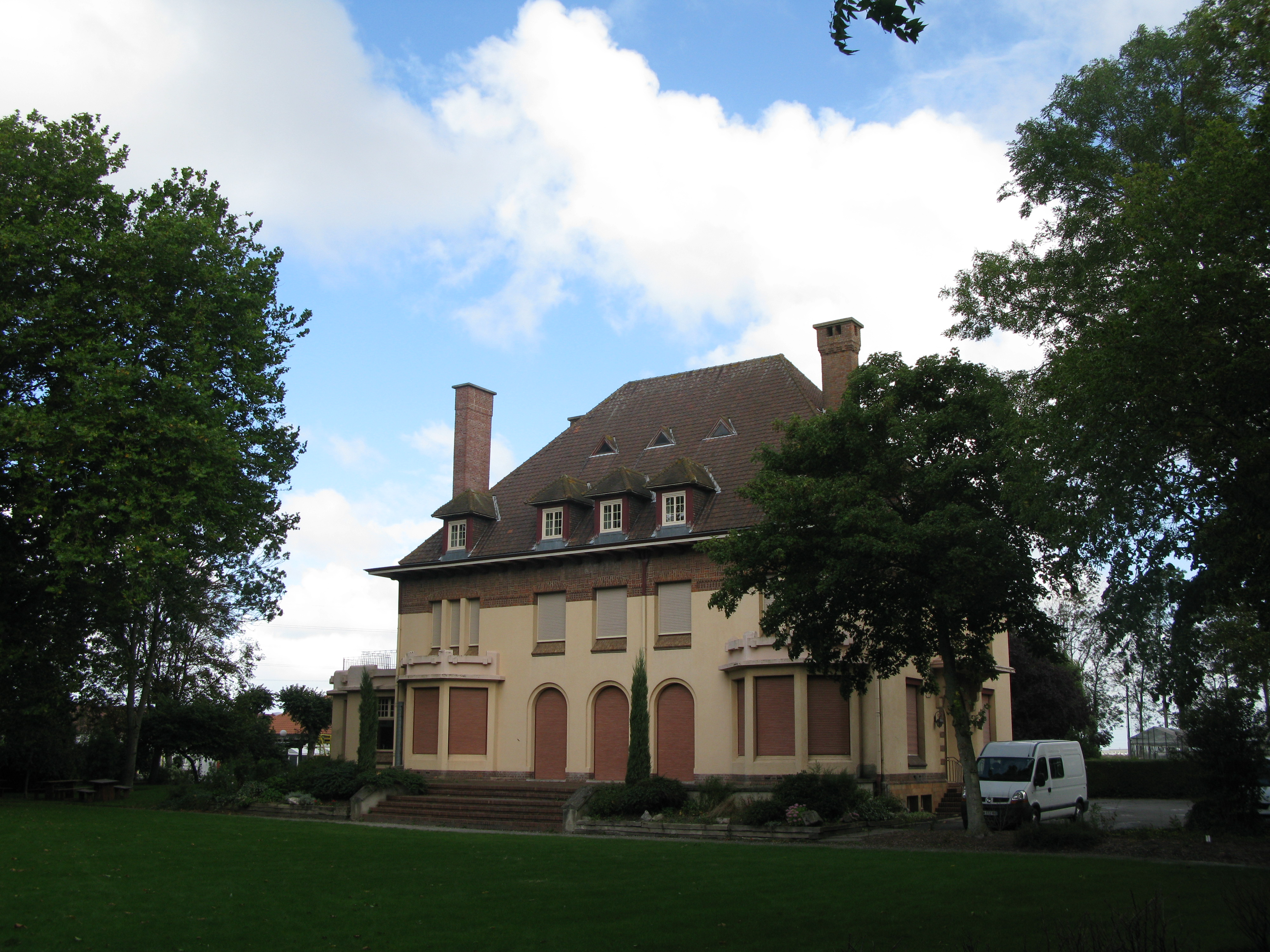
Château jaune.
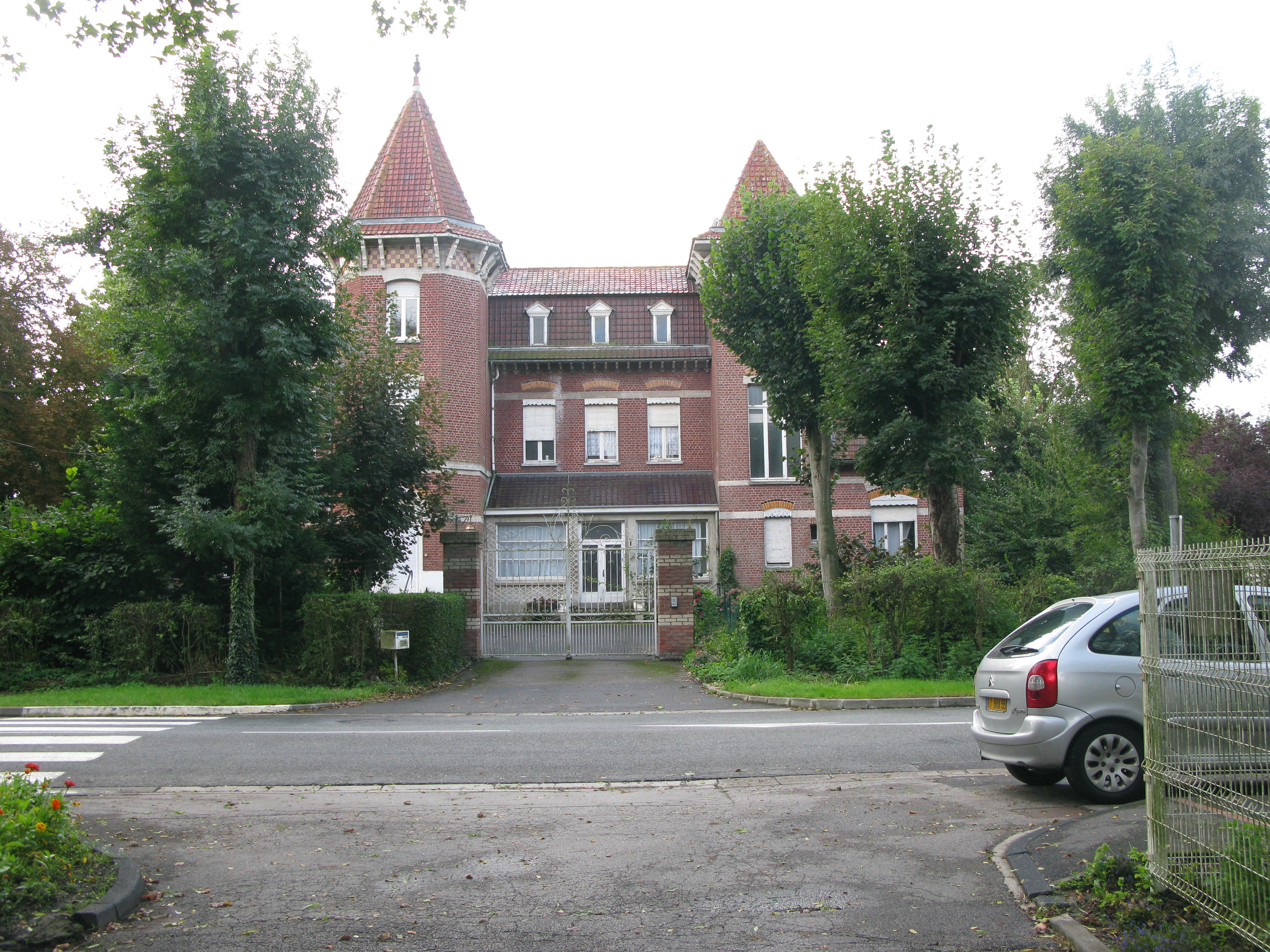
Château rouge.

On citera également le nouveau pont de Coppenaxfort inauguré en 2009. Long de 68m, large de 18m, il possède deux arcs de 12m de haut et pèse 400 tonnes. La croix centrale de l'ancien pont a été érigée comme monument et inaugurée le 26 septembre 2009.

## Fêtes locales
La ducasse de Coppenaxfort avait lieu à la mi-juin le dimanche précédant jour de la fête de Gédéon. Il y avait des tirs au canards, combats de coq, loteries, jeux de boules, de quilles, carrousel à vélo. Début XXe siècle, il y avait également un bal dans le jardin de M. Marguerit (cafetier et maréchal-ferrant).
Dans les années 60, la ducasse avait lieu au café chez Josy situé dans le virage donnant accès à l'usine. Une petite scène était composée d'une remorque agricole plate qui servait aux diverses activités. Un accordéoniste y venait aussi .